# Пам'ятки архітектури національного значення Миколаївської області
У Миколаївській області нараховується 14 пам'яток архітектури національного значення.

## Список
| № п/п               | Найменування пам'ятки                         | Датування   | Місцезнаходження                         | Охоронний номер та номер у комплексі |
| ------------------- | --------------------------------------------- | ----------- | ---------------------------------------- | ------------------------------------ |
| м. Миколаїв         |                                               |             |                                          |                                      |
| 1                   | Комплекс будівель Морського відомства (мур.): | сер. 19 ст. | вул. Набережна, Перша Слобідська         |                                      |
| 2                   | Брама і мури корабельні (мур.)                | 1848 р.     | вул. Набережна                           | 1456/1                               |
| 3                   | Чоловіча гімназія (мур.)                      | 1850 р.     | вул. Перша Слобідська, 2                 | 533/2                                |
| 4                   | Старофлотські казарми 1-й корпус (мур.)       | 1850 р.     | вул. Набережна, 23                       | 534/3                                |
| 5                   | Старофлотські казарми 2-й корпус (мур.)       | 1850 р.     | вул. Набережна, 23                       | 534/4                                |
| 6                   | Обсерваторія (мур.)                           | 1827 р.     | вул. Обсерваторна, 1а                    | 535/0                                |
| 7                   | Миколаївська церква (мур.)                    | 1817 р.     | вул. Фалеївська, 4                       |                                      |
| 8                   | Офіцерське зібрання (мур.)                    | 1824 р.     | вул. Артилерійська, 7                    | 537/0                                |
| 9                   | Будинок штабу флоту (мур.)                    | 1793 р.     | вул. Адміральська, 4                     | 1455/0                               |
| Вознесенський район |                                               |             |                                          |                                      |
| 10                  | Альтанка (мур.)                               | 1837 р.     | м. Вознесенськ, парк ім. М. Островського |                                      |
| Очаківський район   |                                               |             |                                          |                                      |
| 11                  | Миколаївська церква (мур.)                    | 1804 р.     | м. Очаків, вул. Кірова,1                 |                                      |
| Первомайський район |                                               |             |                                          |                                      |
| 12                  | Покровська церква (мур.)                      | 1805 р.     | м. Первомайськ, пл. Радянська, 14        |                                      |
| 13                  | Дзвіниця Покровської церкви (мур.)            | 1839 р.     | м. Первомайська, пл. Радянська, 14       |                                      |
| 14                  | Катерининська церква (мур.)                   | к. 18 ст.   | с. Катеринка                             | 540 / 0                              |